# Gestationsalder
Gestationsalder er et fosters aktuelle alder. Hos mennesker regnes i praksis fra sidste normale menstruations første dag, selvom ægløsning først finder sted ca. 14 dage senere. Mennesker fødes i gennemsnit ved gestationsalderen 280 dage = 40 uger. To tredjedele indenfor ±10 dage. Mere præcis gestationsalder kan ofte opnås ved beregning ud fra målinger under ultralydsscanning.